# 马丁·兰达卢塞
马丁·兰达卢塞·拉坎布拉（Martín Landaluce Lacambra，2006年1月8日—），西班牙男子网球运动员。2022年美国网球公开赛青少年男子单打比赛冠军。
兰达卢赛在2023年2月27日达到ITF青少年排名第1。

## 个人经历
兰达卢赛在拉法·纳达尔网球学院训练。他首次亮相ATP巡回赛是在2022年希洪网球公开赛上，他收获了一张单打外卡。他在2023年巴塞罗那网球公开赛和2023年马德里公开赛上也都收获了正赛外卡，但都没有收获胜利，后者是他首次在ATP1000大师赛亮相。

## 青少年大满贯决赛

### 单打: 1 (1 冠军)
| 结果 | 年份 | 赛事           | 场地 | 对手           | 比分               |
| ---- | ---- | -------------- | ---- | -------------- | ------------------ |
| 胜   | 2022 | 美国网球公开赛 | 硬地 | 吉勒-阿诺·巴伊 | 7–6(7–3), 5–7, 6–2 |